# Philippe Marquis
Philippe Marquis (Quebec, 9 de mayo de 1989) es un deportista canadiense que compitió en esquí acrobático. Su hermano Vincent compitió en el mismo deporte.
Ganó una medalla de plata en el Campeonato Mundial de Esquí Acrobático de 2015, en la prueba de baches en paralelo.

## Medallero internacional
| Campeonato Mundial | Campeonato Mundial    | Campeonato Mundial | Campeonato Mundial |
| Año                | Lugar                 | Medalla            | Prueba             |
| ------------------ | --------------------- | ------------------ | ------------------ |
| 2015               | Kreischberg (Austria) | Medalla de plata   | Baches en paralelo |